# Tomáš Poštulka
Tomáš Poštulka (Praga, 2 febbraio 1974) è un ex calciatore ceco, di ruolo portiere.